# Groupama-FDJ/2021
Deze pagina geeft een overzicht van de Groupama-FDJ UCI World Tour wielerploeg in 2021.

## Algemeen
Algemeen manager: Marc Madiot
Teammanager: Yvon Madiot
Ploegleiders: Thierry Bricaud, Martial Gayant, Frédéric Guesdon, Sébastien Joly, Philippe Mauduit, Franck Pineau, Benoît Vaugrenard, Jussi Veikkanen
Fietsen: Lapierre
Banden: Continental AG
Onderdelen en wielen: Shimano

## Renners
| Naam                  | Geboortedatum | Nationaliteit       | Ploeg 2020                       |
| --------------------- | ------------- | ------------------- | -------------------------------- |
| Bruno Armirail        | 11-04-1994    | Frankrijk           |                                  |
| Matteo Badilatti      | 30-07-1992    | Zwitserland         | Israel Start-Up Nation           |
| Lars van den Berg     | 07-07-1998    | Nederland           | Equipe continentale Groupama-FDJ |
| William Bonnet        | 25-06-1982    | Frankrijk           |                                  |
| Alexys Brunel         | 10-10-1998    | Frankrijk           |                                  |
| Clément Davy          | 17-07-1998    | Frankrijk           | Equipe continentale Groupama-FDJ |
| Mickaël Delage        | 06-08-1985    | Frankrijk           |                                  |
| Arnaud Démare         | 26-08-1991    | Frankrijk           |                                  |
| Antoine Duchesne      | 12-09-1991    | Canada              |                                  |
| David Gaudu           | 10-10-1996    | Frankrijk           |                                  |
| Kévin Geniets         | 09-01-1997    | Luxemburg           |                                  |
| Jacopo Guarnieri      | 14-08-1987    | Italië              |                                  |
| Simon Guglielmi       | 01-07-1997    | Frankrijk           |                                  |
| Ignatas Konovalovas   | 08-12-1985    | Litouwen            |                                  |
| Stefan Küng           | 16-11-1993    | Zwitserland         |                                  |
| Matthieu Ladagnous    | 12-12-1984    | Frankrijk           |                                  |
| Olivier Le Gac        | 27-08-1993    | Frankrijk           |                                  |
| Fabian Lienhard       | 03-09-1993    | Zwitserland         |                                  |
| Tobias Ludvigsson     | 12-02-1991    | Zweden              |                                  |
| Valentin Madouas      | 12-07-1996    | Frankrijk           |                                  |
| Rudy Molard           | 17-08-1989    | Frankrijk           |                                  |
| Thibaut Pinot         | 29-05-1990    | Frankrijk           |                                  |
| Sébastien Reichenbach | 28-05-1989    | Zwitserland         |                                  |
| Anthony Roux          | 18-04-1987    | Frankrijk           |                                  |
| Miles Scotson         | 18-01-1994    | Australië           |                                  |
| Romain Seigle         | 11-10-1994    | Frankrijk           |                                  |
| Ramon Sinkeldam       | 09-02-1989    | Nederland           |                                  |
| Jake Stewart          | 02-10-1999    | Verenigd Koninkrijk | Equipe continentale Groupama-FDJ |
| Benjamin Thomas       | 12-09-1995    | Frankrijk           |                                  |
| Attila Valter         | 12-06-1998    | Hongarije           | CCC Team                         |

### Vertrokken
| Naam            | Geboortedatum | Nationaliteit | Ploeg 2021         |
| --------------- | ------------- | ------------- | ------------------ |
| Kilian Frankiny | 26-01-1994    | Zwitserland   | Team Qhubeka-ASSOS |
| Marc Sarreau    | 10-06-1993    | Frankrijk     | AG2R-Citroën       |
| Léo Vincent     | 06-11-1995    | Frankrijk     | CC Étupes          |

## Overwinningen
| Nationale kampioenschappen wielrennen Frankrijk - tijdrit: Benjamin Thomas Litouwen - tijdrit: Ignatas Konovalovas Litouwen - wegwedstrijd: Ignatas Konovalovas Luxemburg - tijdrit: Kévin Geniets Luxemburg - wegwedstrijd: Kévin Geniets Zwitserland - tijdrit: Stefan Küng Ster van Bessèges Jongerenklassement: Jake Stewart Ronde van de Alpes-Maritimes en de Var Jongerenklassement: David Gaudu Ploegenklassement: *1) Classic de l'Ardèche David Gaudu La Roue Tourangelle Arnaud Démare Ronde van het Baskenland 6e etappe: David Gaudu Ronde van Valencia 1e etappe: Miles Scotson 2e etappe: Arnaud Démare 4e etappe: Stefan Küng 5e etappe: Arnaud Démare Eindklassement: Stefan Küng Puntenklassement: Arnaud Démare | Boucles de la Mayenne 2e etappe: Arnaud Démare 3e etappe: Arnaud Démare 4e etappe: Arnaud Démare Eindklassement: Arnaud Démare Puntenklassement: Arnaud Démare Critérium du Dauphiné Jongerenklassement: David Gaudu Ronde van Zwitserland 1e etappe: Stefan Küng Route d'Occitanie 2e etappe: Arnaud Démare Polynormande Valentin Madouas Ronde van Luxemburg 5e etappe: David Gaudu Parijs-Tours Arnaud Démare Chrono des Nations Stefan Küng |  |

*1) Ploeg Ronde van de Alpes-Maritimes en de Var: Armirail, Duchesne, Gaudu, Guglielmi, Madouas, Molard, Pinot
1997 · 1998 · 1999 · 2000 · 2001 · 2002 · 2003 · 2004 · 2005 · 2006 · 2007 · 2008 · 2009 · 2010 · 2011 · 2012 · 2013 · 2014 · 2015 · 2016 · 2017 · 2018 · 2019 · 2020 · 2021 · 2022 · 2023 · 2024 · 2025
AG2R-Citroën · Astana-Premier Tech · Bahrain-Victorious · BORA-hansgrohe · Cofidis, Solutions Crédits · Deceuninck–Quick-Step · EF Education-Nippo · Groupama-FDJ · INEOS Grenadiers · Intermarché-Wanty-Gobert Matériaux · Israel Start-Up Nation · Lotto Soudal · Movistar Team · Team BikeExchange · Team DSM · Team Jumbo-Visma · Team Qhubeka NextHash · Trek-Segafredo · UAE Team Emirates